# Zimbabwe nos Jogos Olímpicos de Verão de 1992
Zimbabwe competiu nos Jogos Olímpicos de Verão de 1992 em Barcelona, Espanha.

## Resultados por Evento

### Atletismo
100 m masculino
- Fabian Muyaba
  - Eliminatórias — 10.84 (→ não avançou)

5.000 m masculino
- Tendai Chimusasa
  - Eliminatórias — 13:50.16 (→ não avançou)

10.000 m masculino
- Tendai Chimusasa
  - Eliminatórias — 29:17.26 (→ não avançou)

Maratona masculina
- Cephas Matafi — 2:26.17 (→ 58º lugar)

Salto em distância masculino
- Ndabezinhle Mdhlongwa
  - Classificatória — 6.96 m (→ não avançou)

Salto triplo masculino
- Ndabezinhle Mdhlongwa
  - Clssificatória — 14.96 m (→ não avançou)

### Natação
50 m livre masculino
- Ivor Le Roux
  - Eliminatórias — 24.32 (→ não avançou, 46º lugar)

- Rhoderick McGown
  - Eliminatórias — 24.75 (→ não avançou, 51º lugar)

100 m livre masculino
- Ivor Le Roux
  - Eliminatórias — 52.92 (→ não avançou, 46º lugar)

- Rhoderick McGown
  - Eliminatórias — 53.65 (→ não avançou, 54º lugar)

200 m livre masculino
- Ivor Le Roux
  - Eliminatórias — 1:56.17 (→ não avançou, 38º lugar)

- Rhoderick McGown
  - Eliminatórias — 53.65 (→ não avançou, 54º lugar)

100 m costas feminino
- Sarah Murphy
  - Eliminatórias — 1:07.47 (→ não avançou, 42º lugar)

- Storme Moodie
  - Eliminatórias — 1:07.60 (→ não avançou, 43º lugar)

200 m costas feminino
- Storme Moodie
  - Eliminatórias — 2:23.26 (→ não avançou, 39º lugar)

- Sarah Murphy
  - Eliminatórias — 2:24.58 (→ não avançou, 40º lugar)

### Saltos ornamentais
Trampolim de 3 m masculino
- Evan Stewart
  - Eliminatórias — 345.87 pontos (→ não avançou, 20º lugar)

Trampolim de 3 m feminino
- Tracy Cox
  - Eliminatórias — 277.95 (→ não avançou, 13º lugar)